# 国崎定洞
国崎 定洞（くにざき ていどう、1894年（明治27年）10月5日 - 1937年（昭和12年）12月10日）は、日本の衛生学者・共産主義者・社会主義者。社会衛生学の創始者。ドイツで日本人の社会主義者グループを組織して、ドイツ共産党日本語部を結成した。しかしソビエト連邦移住後に大粛清により処刑された。

## 生涯
1894年に熊本県熊本市に生まれる。父の宗英は医師で、村医をしていた対馬で育った。13歳で単身、姉の嫁ぎ先である埼玉県川越町（現・川越市）の田中家に移り寄宿して川越高等小学校、川越中学校（現・埼玉県立川越高等学校）を卒業。さらに第一高等学校第3部（英語組）を卒業。一高では常に3番以内の成績だったという。1919年12月に東京帝国大学医学部を卒業。国崎がソ連時代に記述した履歴書によれば、この間の学資は弁護士をしていた義兄（姉の夫）の援助を受けたという。卒業後は東京帝大附属伝染病研究所（現・東京大学医科学研究所）に入所。1920年に技手に任じられる。1921年12月、近衛歩兵第3連隊に1年志願兵として入隊。軍医少尉として陸軍の軍務についた。1924年3月に軍務を終えて伝染病研究所に復帰。1924年に医学部助教授となり、翌年衛生学教室に移る。東大本学に移った後に新人会に出入りし、政治研究会に入会した。国崎は東大の学生時代から社会科学へ興味を抱いていたが、社会主義に関心を持つ学生との接触で、実践活動に踏み出したとのちに述べている。新人会では後の厚生省官僚の曾田長宗や国立予防衛生研究所所長の小宮義孝と親交があった。
1926年、文部省から社会衛生学研究を目的としてドイツに派遣される。1928年7月にドイツ共産党に入党し、1929年にベルリンに滞在している日本人シンパ（千田是也ら）とともにドイツ共産党日本語部を結成し、その責任者となる。初代社会衛生学講座教授の座を約束されていたが、同年5月に東京帝大を依願免官。この経緯について長与又郎や林春雄からの帰国の説得を拒否したという説もあったが、国崎は自筆の履歴書で「免官を強要せらる」「大学から追放された」と記している。研究者としての職を離れた国崎は、ベルリンで「反帝グループ」を組織した。
1932年に片山潜の勧めを受けてソビエト連邦に移住し、翌年には東方勤労者共産大学の大学院に学ぶ。卒業後は外国労働者出版所の日本語部門に勤務。モスクワで日本人の社会主義運動関係者を支援し、日本共産党関係の活動にも従事した。しかし、モスクワの日本共産党代表である山本懸蔵は、国崎を「日本のスパイと結びついている」としてソ連当局に密告する。国崎は外国労働者出版所の役職を解かれ、内務人民委員部（NKVD）の監視下に置かれた。大粛清のさなかの1937年8月に「日本のスパイ」として逮捕され、同年12月10日に銃殺刑に処された。ソ連はスターリン批判後の1959年に国崎の名誉を回復した。
国崎にはドイツ人の妻フリーダと娘タツコがいたが、二人は国崎の逮捕後にドイツに強制送還される。彼女たちは消息不明となったが、戦争の時代を生き抜き、1974年になって西ベルリンに在住していたことが鈴木東民によって確認された（妻は1980年死去）。タツコは父の逮捕により進学できず工場労働者となり、1980年には「国崎定洞をしのぶ会」の招きで来日した。

## 関連文献
- 加藤哲郎『モスクワで粛清された日本人 - 30年代共産党と国崎定洞・山本懸蔵の悲劇』青木書店、1994年 ISBN 978-4-250-94016-3
- 加藤哲郎『国境を越えるユートピア：国民国家のエルゴロジー』平凡社ライブラリー、2002年 ISBN 9784582764444
- 加藤哲郎『ワイマール期ベルリンの日本人：洋行知識人の反帝ネットワーク』岩波書店、2008年 ISBN 9784000257657
- 川上武・上林茂暢『国崎定洞』勁草書房、1970年
- 川上武『流離の革命家』勁草書房、1976年
- 川上武・加藤哲郎『人間 国崎定洞』勁草書房、1995年 ISBN 4-326-75043-X
- 小林峻一・加藤昭『闇の男 - 野坂参三の百年』文藝春秋、1993年 ISBN 4-16-347980-5